# Okawango (region)
Okawango (ang. Kavango, do 1998 roku – Okavango) – były region administracyjny Namibii ze stolicą w Rundu. W 2013 roku został podzielony na Okawango Wschodnie oraz Okawango Zachodnie.

## Granice regionu
Region na północy graniczył z Angolą, na wschodzie z regionem Caprivi i z państwem Botswana, od południa z regionem Otjozondjupa, a od zachodu z regionami Oshikoto i Ohangwena.

## Podział administracyjny
Kunene dzielił się na dziewięć okręgów: Kahenge, Kapako, Mashare, Mpungu, Mukwe, Ndiyona, Rundu Rural East, Rundu Rural West i Rundu Urban.